# Puhivka, Brovarî
Puhivka (în ucraineană Пухівка) este o comună în raionul Brovarî, regiunea Kiev, Ucraina, formată numai din satul de reședință. În secolul al XIX-lea, satul Puhivka făcea parte din volostul Brovarî, uezdul Oster.

## Demografie
Componența lingvistică a comunei Puhivka
     Ucraineană (95,89%)
     Rusă (3,66%)
     Alte limbi (0,25%)
Conform recensământului din 2001, majoritatea populației comunei Puhivka era vorbitoare de ucraineană (95,89%), existând în minoritate și vorbitori de rusă (3,66%).